# Contea di Nayong
La contea di Nayong (纳雍县S, Nàyōng XiànP) è una contea della Cina, situata nella provincia del Guizhou e amministrata dalla prefettura di Bijie.